# باريس تورز 1996
باريس تورز 1996 (بالفرنسية: Paris-Tours 1996)‏ هو سباق دراجات هوائية، وهو الموسم رقم 90 من باريس تورز، وأقيم في 1996 ضمن سباقات كأس العالم لسباق الدراجات على الطريق 1996 ‏.
فاز بالمركز الأول نيكولا مينالي ‏، وبالمركز الثاني توم ستيلز، وبالمركز الثالث جيوفاني لومباردي.

## الفائزون
| الترتيب | الفائز           |
| ------- | ---------------- |
| الفائز  | نيكولا مينالي ‏   |
| الثاني  | توم ستيلز        |
| الثالث  | جيوفاني لومباردي |